# Ceaulmont
Ceaulmont település Franciaországban, Indre megyében. Lakosainak száma 673 fő (2022. január 1.). Ceaulmont Argenton-sur-Creuse, Baraize, Bazaiges, Celon, Gargilesse-Dampierre, Le Menoux, Le Pêchereau és Badecon-le-Pin községekkel határos.

## Népesség
A település népességének változása:
| Lakosok száma | 603  | 628  | 621  | 712  | 745  | 734  | 727  | 724  | 707  | 673  |
|               | 1968 | 1982 | 1990 | 2006 | 2013 | 2015 | 2017 | 2019 | 2020 | 2022 |